# Sulîmiv, Jovkva
Sulîmiv (în ucraineană Сулимів) este un sat în comuna Nadîci din raionul Jovkva, regiunea Liov, Ucraina.

## Demografie
Componența lingvistică a localității Sulîmiv
     Ucraineană (99,84%)
     Alte limbi (0,16%)
Conform recensământului din 2001, majoritatea populației localității Sulîmiv era vorbitoare de ucraineană (99,84%), existând în minoritate și vorbitori de alte limbi.